# Tobbedanser
Tobbedanser is een theekopjesmolen in het Nederlandse attractiepark Duinrell. De attractie werd op 16 juli 2024 officieel geopend.
De attractie staat in het teken van Kwakus Kwebbel, de hoofdpersonage uit de Kwakus Kwebbel Show, ook gelegen in het themagebied Rick's Avonturenburcht.

## Type attractie
De bouwer, Metallbau Emmeln, noemt dit attractietype een Roundabout Whirlingblossom. In het Nederlands staat dit type attractie beter bekend als een theekopjesmolen. Echter zijn de gondels van Tobbedanser ontworpen als houten tonnen.

## Eigenschappen en ritverloop
De attractie bestaat uit een draaiplateau met daarop allemaal tonnen. De bezoekers nemen plaats in één van deze tonnen. Tijdens de rit draait het volledige draaiplateau rond als een soort carrousel. Ook kunnen bezoekers kunnen de ton waarin zij hebben plaatsgenomen om zijn eigen as laten draaien. Dit door manueel te draaien aan de draaischijf in het midden van de ton. Na de rit komen het draaiplateau en de tonnen tot volledige stilstand en kunnen bezoekers veilig uitstappen.

## Veiligheidsregels
De attractie is toegankelijk voor bezoekers langer dan 1,10 meter. Per ton kunnen er maximaal 4 bezoekers plaatsnemen. Bezoekers zitten in de tonnen niet vast met een veiligheidsmechanisme. Wel kunnen bezoekers zich vasthouden aan een draaischijf in het midden van de ton. Ook zijn de tonnen uitgerust met afsluitbare deurtjes.

## Trivia
- Metallbau Emmeln is ook de bouwer van Schommelschip Schip Ahoi (Duinrell), gelegen in hetzelfde themagebied.
- De in 2023 geopende oldtimerbaan De Oude Lijnbaan werd door dezelfde bouwer gebouwd.
- Naast Schip Ahoi (Duinrell), Kaars en de Katapults is Tobbedanser de vierde mechanische attractie in themagebied Rick's Avonturenburcht.
- De Animatronicsshow waar deze attractie (deels) op gebaseerd is, de Kwakus Kwebbel Show, ligt ook in Rick's Avonturenburcht.
- Door de bouw van Tobbedanser is het themagebied Rick's Avonturenburcht, zoals origineel bedoeld was, af.
- De opening van Tobbedanser stond gepland in 2023. Echter is deze vertraagd naar mid-2024.

Afbeeldingen · Lijst van attracties